# Thoutmôsis II
Pour les articles homonymes, voir Thoutmôsis.
Thoutmôsis II ou Djéhoutymès II est le quatrième pharaon de la XVIIIe dynastie égyptienne.
On situe son règne aux alentours de 1492/1491 à 1479 av. J.-C. (selon Málek, Arnold, von Beckerath, Shaw, Kitchen, Dodson).

## Généalogie
Il est le fils de Thoutmôsis Ier et d'une épouse secondaire, Moutnofret Ire. Il épouse sa demi-sœur Hatchepsout, et monte sur le trône de son père après la mort de ses deux frères Amenmès et Ouadjmès. De son union avec Hatchepsout naît une fille, Néférourê, alors qu’une épouse secondaire, Iset, lui donne le futur Thoutmôsis III.

## Règne
La durée du règne de Thoutmôsis II n'est pas connue avec exactitude, et il n'existe pas à l'heure actuelle (2025) de consensus parmi les égyptologues. Elle est estimée tout au plus à une dizaine d'année, mais l'estimation la plus souvent admise est de trois ou quatre ans,.
Il étouffe avec succès une rébellion en Haute-Nubie, au pays de Koush, d’après une inscription rupestre à Sehel, au sud d’Assouan. Cette expédition punitive, à laquelle il ne participait apparemment pas, est peut-être la seule qu’il eut menée. À Karnak, il contribue à l’embellissement du temple dynastique en y érigeant en particulier deux obélisques. Il construit aussi à Semna et à Kumma, de même qu’à Éléphantine.

## Sépulture
Il meurt entre vingt-cinq et trente ans. Son temple funéraire, qu’il n’avait pas eu le temps d’achever, est terminé par Thoutmôsis III. On a longtemps considéré que sa momie était parmi celles découvertes en 1881 dans la « cachette royale » de Deir el-Bahari, mise à l'abri des pillards par les rois-prêtres de la XXIe dynastie. Mais des études récentes montrent que l'âge estimé du squelette de la momie ne correspondrait pas à l'âge du pharaon à sa mort, ce qui remet en cause cette identification.
Jusqu'en 2025, plusieurs emplacements avaient été proposés pour la tombe de Thoutmôsis II. On a émis l'hypothèse qu'il s'agissait à l'origine de KV42, mais l'absence d'équipement funéraire royal suggère que la tombe n'a jamais été utilisée pour l'enterrement. En 2020, une équipe dirigée par l'archéologue polonais Andrzej Niwiński a proposé un emplacement près des temples funéraires de Thoutmôsis III et celui d'Hatchepsout en raison de la découverte d'un coffre contenant le cartouche de Thoutmôsis.
En 2022, une équipe conjointe anglo-égyptienne dirigée par l'Institut McDonald de recherche archéologique de l'université de Cambridge et le ministère du tourisme et des antiquités (Égypte) a découvert une nouvelle tombe sur le versant ouest des montagnes de la vallée des Rois. La tombe, désignée C4, a été comparée par les fouilleurs à KV5 en raison du fait que les deux tombes étaient remplies de gravats et de débris provenant de crues soudaines, et on pense qu'elle a été consacrée sous le règne d'Hatchepsout et Thoutmôsis III.
Début 2025, les autorités égyptiennes annoncent qu'une mission archéologique égypto-britannique a identifié la tombe découverte en 2022 dans le versant ouest des montagnes de la vallée des Rois (tombe C4) à proximité de celle d'Hatchepsout comme étant celle de Thoutmôsis II,. La tombe présentait de nombreuses caractéristiques typiques de l'enterrement d'un roi, comme un plafond peint en bleu avec des étoiles jaunes, les restes d'un Livre de l'Amdouat représentés sur les murs et des vases inscrits portant le nom du roi et le nom d'Hatchepsout en tant que sa grande épouse. De plus, des fragments de jarres d'albâtre portant les noms de Thoutmôsis II et d'Hatchepsout ont été trouvés dans la tombe, ce qui a permis de confirmer la propriété. La tombe est la première tombe royale découverte dans la région de la vallée des Rois depuis le tombeau de Toutânkhamon en 1922. La tombe a été construite sous des chutes d'eau, ce qui a entraîné des crues soudaines périodiques qui ont endommagé la tombe au fil des ans. Selon Mohamed Abdel Badi, chef du secteur des antiquités égyptiennes : « la tombe est située dans un endroit mal choisi, sous deux cascades et au bas d’une pente où l'eau a ruisselé lors du temps beaucoup plus humide de la XVIIIe dynastie ». Quelques années seulement après son enterrement à cet endroit, le corps a été déplacé vers un autre endroit.

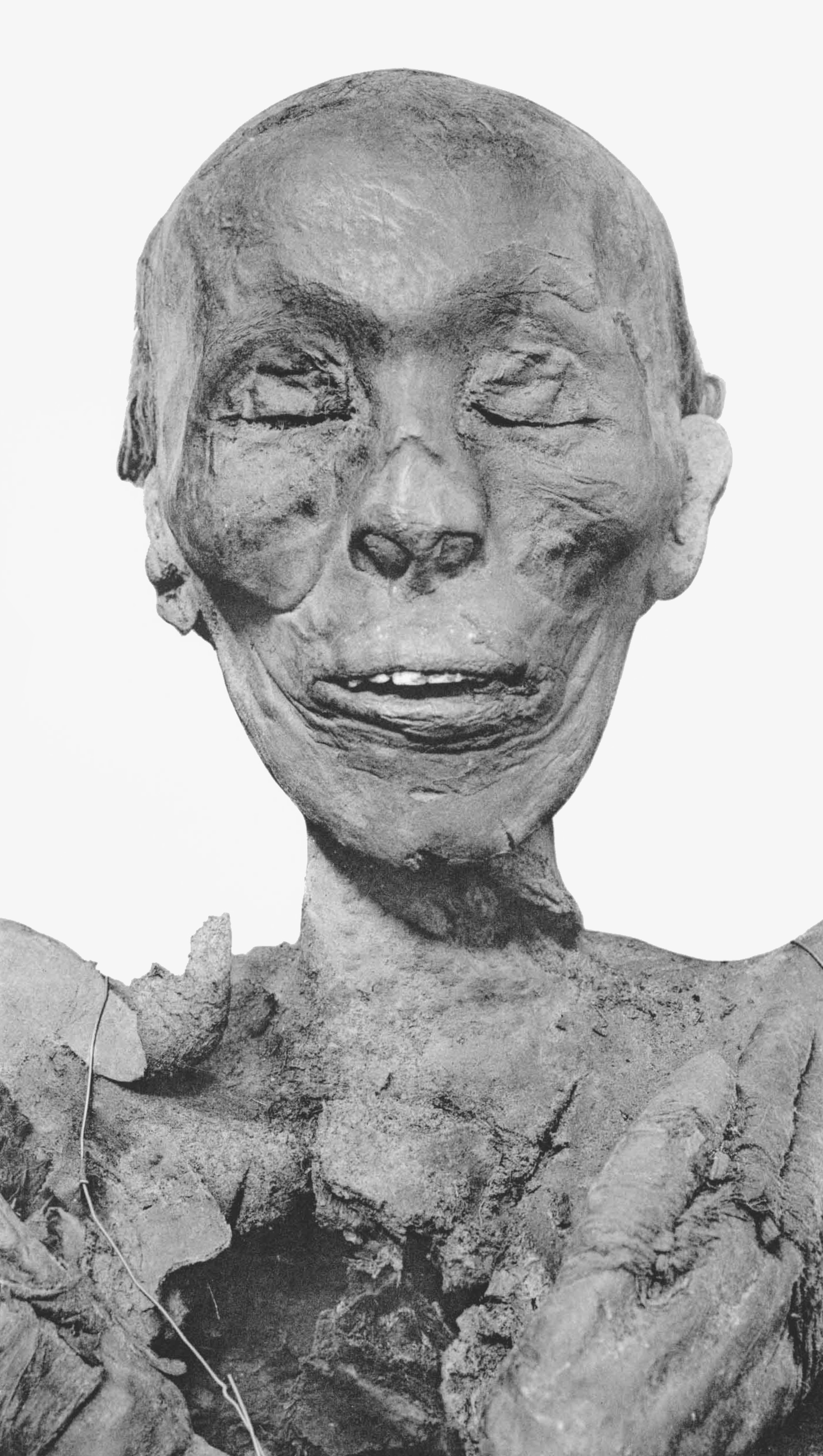
Momie présumée de Thoutmôsis II.